# Harpacticus pulvinatus
Harpacticus pulvinatus är en kräftdjursart som beskrevs av Brady 1910. Harpacticus pulvinatus ingår i släktet Harpacticus och familjen Harpacticidae. Inga underarter finns listade i Catalogue of Life.